# Moutiers-sous-Argenton
Moutiers-sous-Argenton korábbi község Franciaország Új-Aquitania régiójában, Deux-Sèvres megyében. 2016. január 1-jén öt másik korábbi községgel egyesült és az így létrejött Argentonnay új község része lett.
Lakosainak száma 576 fő (2018. január 1.). Moutiers-sous-Argenton Massais, Argentonnay, Bressuire, Le Breuil-sous-Argenton, La Chapelle-Gaudin, Coulonges-Thouarsais, Mauzé-Thouarsais és Argenton-les-Vallées községekkel határos.

## Népesség
A település népességének változása:
| Lakosok száma | 869  | 821  | 757  | 720  | 682  | 549  | 624  | 595  | 579  | 576  |
|               | 1962 | 1968 | 1975 | 1982 | 1990 | 2008 | 2013 | 2015 | 2017 | 2018 |